# جونیور ایساگیره
جونیور ایساگیره (اسپانیایی: Júnior Izaguirre‎؛ زادهٔ ۱۲ اوت ۱۹۷۹) بازیکن فوتبال اهل هندوراس بود.
از باشگاه‌هایی که در آن بازی کرده است می‌توان به باشگاه فوتبال پنیارول، باشگاه فوتبال موتاگوا، و باشگاه فوتبال بارسلونا اشاره کرد.
وی همچنین در تیم‌های ملی فوتبال زیر ۲۰ سال هندوراس و هندوراس بازی کرده است.